# 反介入/區域拒止

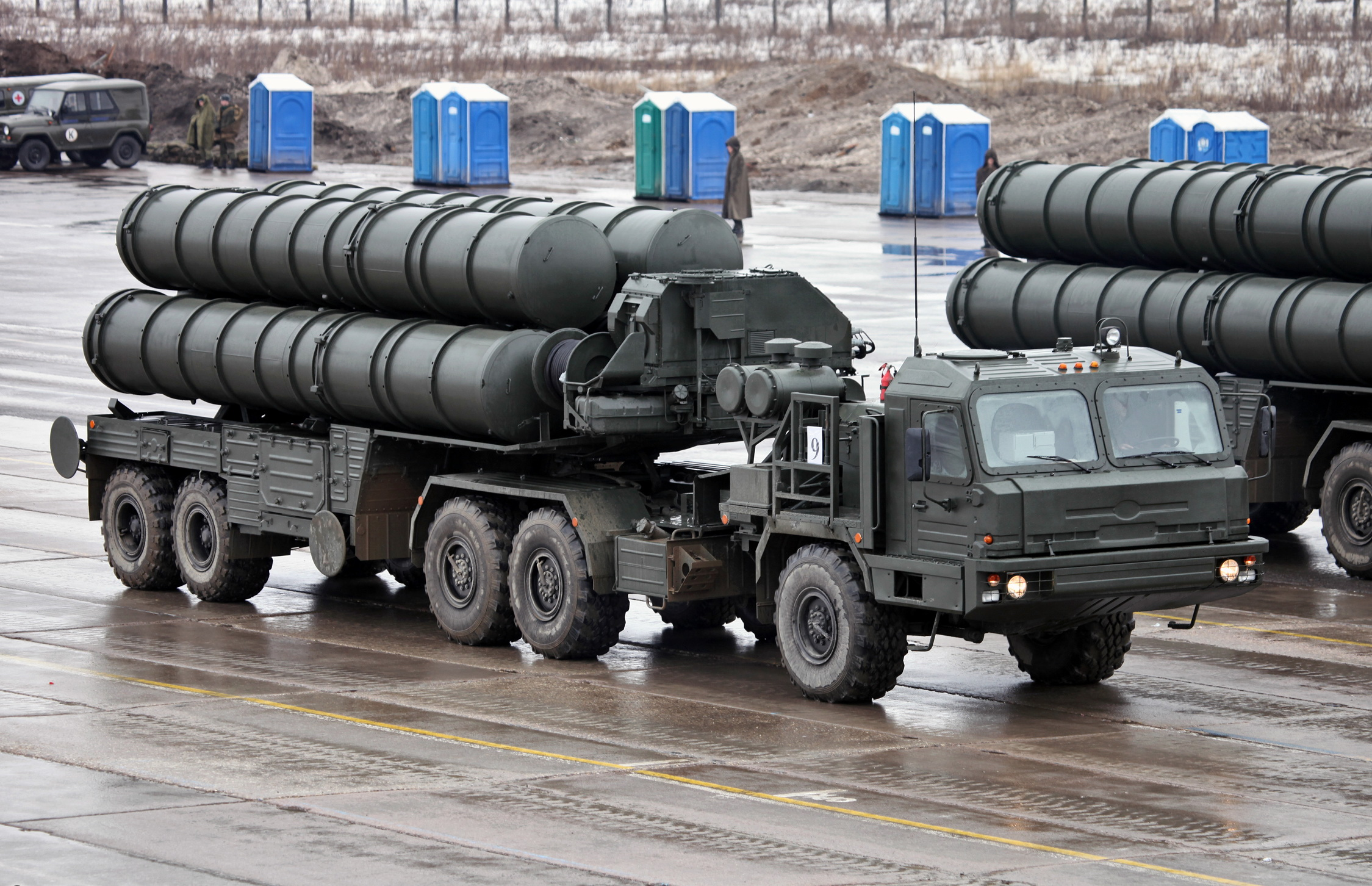
S-400地对空导弹系统為可用於作反介入/区域拒止的資產。

反介入/區域拒止（英語：Anti-Access/Area Denial，縮寫為），又譯接近阻止/領域拒否，是指控制作战环境的進出乃至整個環境的军事战略，也被稱領域控制軍事戰略。 在早期定义中，反介入，是指運用遠程力量，防止敌方或他方部队进入作战区域的行动和能力。區域拒止，則是以较短距離的行动和能力，限制敌方或他方部队在作战区域内的行动自由。 简而言之，反介入阻攔他方部隊進入作戰區域动，而區域拒止是限制他方部隊在作戰區域内的移动。 反介入/區域拒止通常是弱勢方用来防御較強對手的策略，但敵對方也能採取這個策略來對抗。
在美軍的作戰假定中，中華人民共和國與伊朗的軍隊都可能使用這個戰略來排除美國介入區域紛爭，其中又以中國軍隊為首要目標。美國國防部於2019年向美中經濟暨安全檢討委員會提交的《2019年中國軍力報告》認為，美國軍力仍保有優勢，但在中國長期增加國防預算以及提升水下作戰能力的情況下，中國在西太平洋已經擁有區域拒止的能力，當中國在南海及台灣海峽發動軍事行動時，中國軍隊有能力限制美國軍隊進入這個區域。這項報告引發美國以及日本對於區域拒止戰略的重視。

## 概論
區域拒止的概念，最早由英國海軍的制海權（Command of the sea）發展而來，以控制海上運輸線為目標，之後發展出海上拒止的策略。
在美軍的定義中，反介入/區域拒止戰略是用相對較弱的武力來對抗美軍，以抵抗美國政策。採用這個策略的敵對國家，將成為美國進入21世紀之後主要的挑戰，其中又以伊朗與中國為頭號假想敵。
自2000年開始，美中經濟暨安全檢討委員會要求美國國防部向國會定期提出中華人民共和國軍力報告，以檢視美中軍事力量的差距。在2009年的報告書中，首次引用反介入/區域拒止的術語。在2011年的報告書中，改稱為領域控制軍事戰略（Area Control Military Strategy）。在2016年的報告書中，美国海军作战部长约翰·理查德森批評反介入/區域拒止這個術語過於模糊，在不同環境下有不同的解釋，造成歧義，希望美國海軍避免使用這個術語。為了對抗反介入/區域拒止戰略，美軍開發了空海整體戰的作戰方針。

## 中國的反介入能力
2007年，蘭德公司提出「反介入／區域拒止」報告，分析中國對抗美軍的反介入能力。 美軍眼中，中國具有的「反介入／區域拒止」戰術武器，包含東風-21D導彈等，可用以拒止美軍進入太平洋。

## 註腳
1. ↑  Giles, Keir; Boulegue, Mathieu. . The US Army War College Quarterly: Parameters. 2019, 49 (1): 21–36. S2CID 232333797. doi:10.55540/0031-1723.2860 .
2. ↑  Russell, Alison Lawlor. . Strategic A2/AD in Cyberspace. 2017: 11–25  [2024-02-22]. ISBN 9781316817001. doi:10.1017/9781316817001.002. （原始内容存档于2018-06-11）.
3. ↑  Krepinevich, Andrew; Watts, Barry; Work, Robert.  (PDF). Center for Strategic and Budgetary Assessments Washington, DC. 2003  [2024-02-22]. （原始内容存档 (PDF)于2024-05-23）.
4. ↑   (PDF). Department of Defense. 17 January 2012  [2024-02-22]. （原始内容存档 (PDF)于2022-08-10）.
5. ↑  . Washington, DC: US Government Printing Office. 17 February 2011: 522  [2024-02-22]. （原始内容存档于2024-02-22）.
6. ↑  Tangredi, Sam. . 2013. ISBN 978-1-61251-187-0.
7. ↑  Cliff, Roger, Mark Burles, Michael S. Chase, Derek Eaton, and Kevin L. Pollpeter, Entering the Dragon's Lair: Chinese Antiaccess Strategies and Their Implications for the United States. Santa Monica, CA: RAND Corporation, 2007.
8. ↑  Cliff, Roger, Mark Burles, Michael S. Chase, Derek Eaton, and Kevin L. Pollpeter, China Could Use "Antiaccess" Strategies to Counter U.S. Military Superiority （页面存档备份，存于）. Santa Monica, CA: RAND Corporation, 2007.
9. ↑  應紹基.  (PDF).   [2024-02-22]. （原始内容存档 (PDF)于2024-02-24）.